# Museu de Arte Americana Crystal Bridges

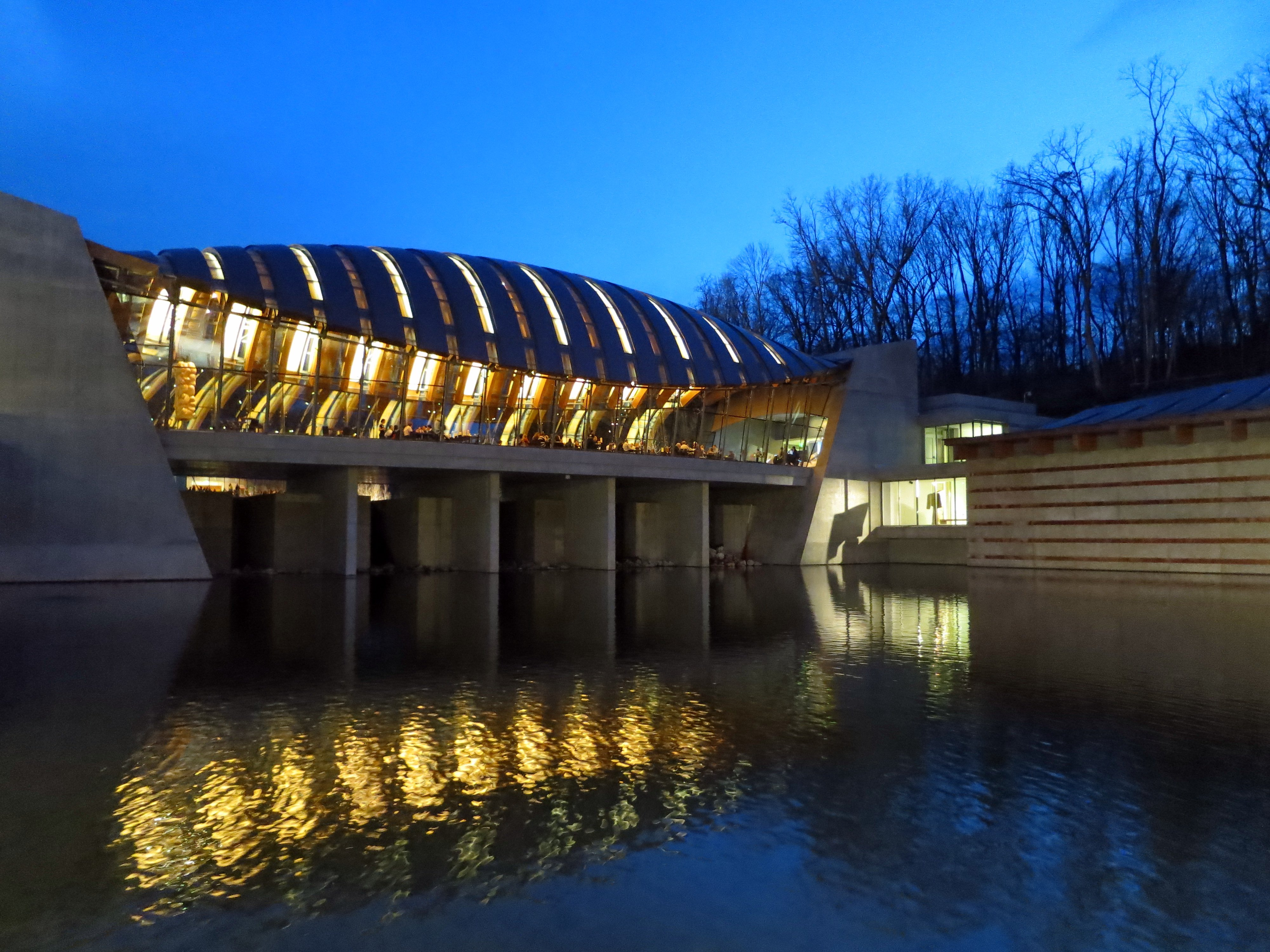
Crystal Bridges ao anoitecer.

O Museu de Arte Americana Crystal Bridges é um museu dedicado à arte americana, localizado em Bentonville, no estado do Arkansas, Estados Unidos. Fundado por Alice Walton e projetado pelo arquiteto Moshe Safdie, o museu foi inaugurado oficialmente em 11 de novembro de 2011. A entrada é gratuita para o público.

## Visão geral e fundação
O Museu Crystal Bridges foi idealizado por Alice Walton, filha do fundador da Walmart, Sam Walton, por meio da Fundação da Família Walton. O projeto arquitetônico, assinado por Moshe Safdie em colaboração com a equipe de engenharia da Buro Happold [en], destaca-se por sua estrutura de vidro e madeira, composta por pavilhões integrados a dois lagos alimentados por riachos e trilhas florestais. O solo da região, composto por argila siltosa derivada de cherte e calcário cherte, é classificado como complexo Noark-Bendavis. Com uma área de aproximadamente 20.200 m², o complexo abriga galerias de exposição, salas de reunião e aulas, uma biblioteca, um jardim de esculturas, uma loja projetada pelo arquiteto Marlon Blackwell [en], além do restaurante e cafeteria "Eleven", nomeado em homenagem à data de inauguração do museu, 11/11/11. O museu também dispõe de um espaço para eventos com capacidade para até 300 pessoas, áreas externas para concertos e eventos públicos, além de amplas trilhas naturais. Com cerca de 300 funcionários, o museu está a poucos passos do centro de Bentonville.
Até agosto de 2008, o museu acumulou ativos no valor de 488 milhões de dólares, montante que continuou a crescer com a aquisição de novas obras para a coleção. Foi o primeiro grande museu de arte dos Estados Unidos (com dotação superior a 200 milhões de dólares) inaugurado desde 1974. Alice Walton doou mais de 317 milhões de dólares para o projeto. Em 2023, a revista Forbes classificou Walton como a mulher mais rica dos Estados Unidos, com uma fortuna estimada em 66,5 bilhões de dólares.
Em 2005, o historiador de arte John Wilmerding [en] foi contratado para orientar as aquisições e o planejamento do museu. Wilmerding destacou a abordagem cautelosa de Walton, que evitava gastos impulsivos e analisava detalhadamente cada aquisição, comparando preços de mercado. Ele observou que Walton frequentemente preferia esperar por leilões para obter melhores preços, estratégia que se provava acertada. Segundo Wilmerding, a qualidade, variedade e profundidade da coleção posicionam o Crystal Bridges entre os seis melhores museus de arte americana do país.

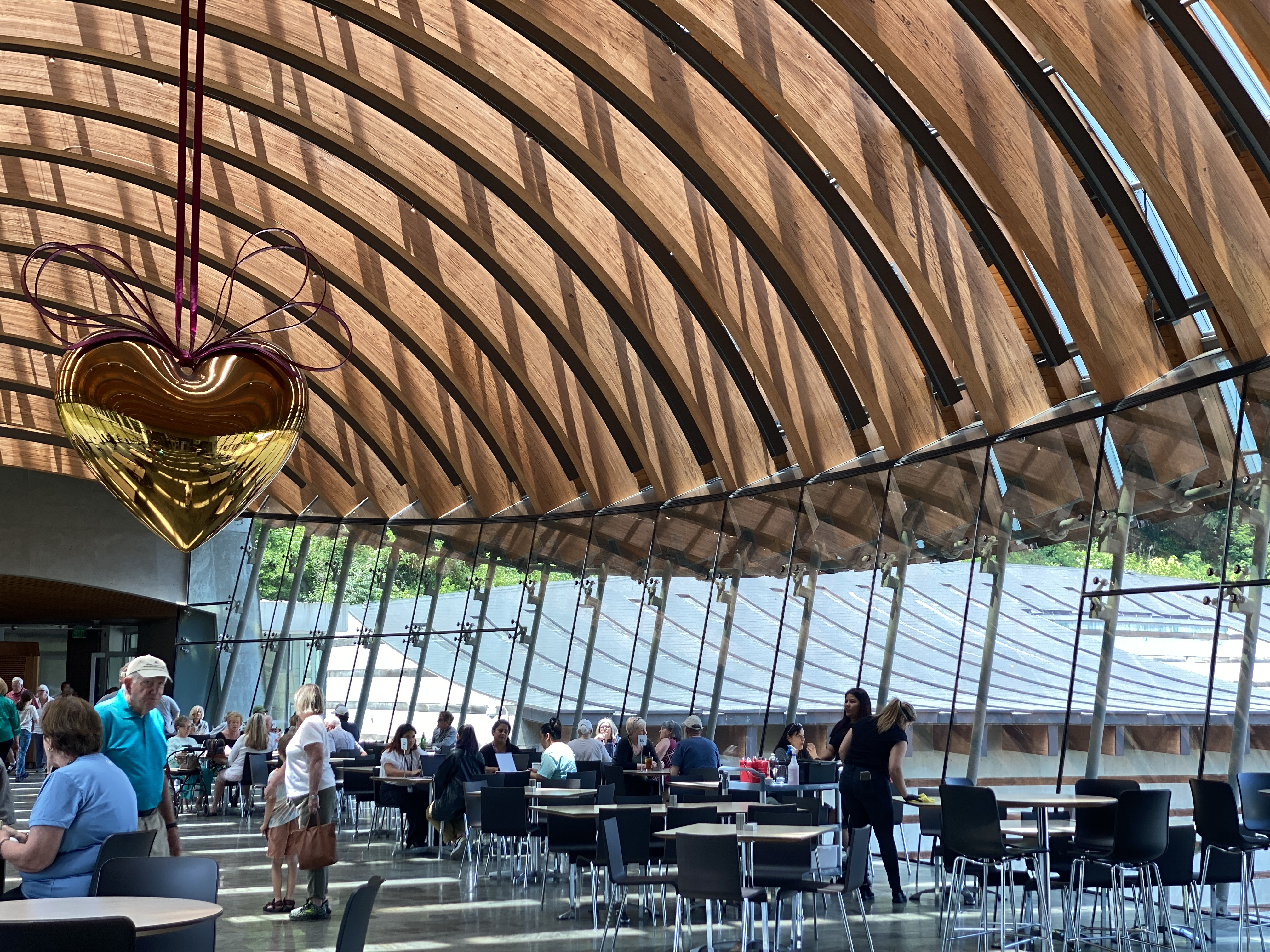
O pavilhão principal do museu apresenta um teto curvo com vigas laminadas e paredes de vidro arqueadas.

A construção enfrentou atrasos e custos significativamente superiores ao inicialmente previsto, gerando preocupações em Bentonville sobre as isenções fiscais concedidas pelo estado em 2005 para viabilizar o projeto. Estima-se que as perdas fiscais para o estado do Arkansas e a cidade de Bentonville totalizaram 17 milhões de dólares, com base nas informações financeiras divulgadas pelo museu em um processo judicial de 2008 com a Universidade Fisk. Esse valor provavelmente aumentou desde então, mas a falta de transparência financeira do museu, que não divulga os gastos com aquisições após 2008, impede uma estimativa precisa. No entanto, o formulário IRS 990-PF do museu registra aquisições de 43,6 milhões de dólares em 2008, 81,9 milhões em 2007 e 97,3 milhões em 2006, totalizando pelo menos 222,8 milhões de dólares até 2008.
Em agosto de 2009, Don Bacigalupi [en] foi nomeado diretor do museu. Anteriormente, Robert G. Workman ocupou o cargo. Em maio de 2011, a Fundação da Família Walton anunciou três doações totalizando 800 milhões de dólares, destinadas a despesas operacionais, aquisições e melhorias de infraestrutura. A doação operacional, de 350 milhões de dólares, cobre os custos anuais do museu, estimados entre 16 e 20 milhões de dólares. A doação para aquisições, de 325 milhões de dólares, financia a expansão da coleção permanente. Os 125 milhões restantes destinam-se à manutenção e futuras melhorias do museu. Em julho de 2023, o museu registrou ativos superiores a 1,7 bilhão de dólares.

## Colaborações com outros museus e instituições

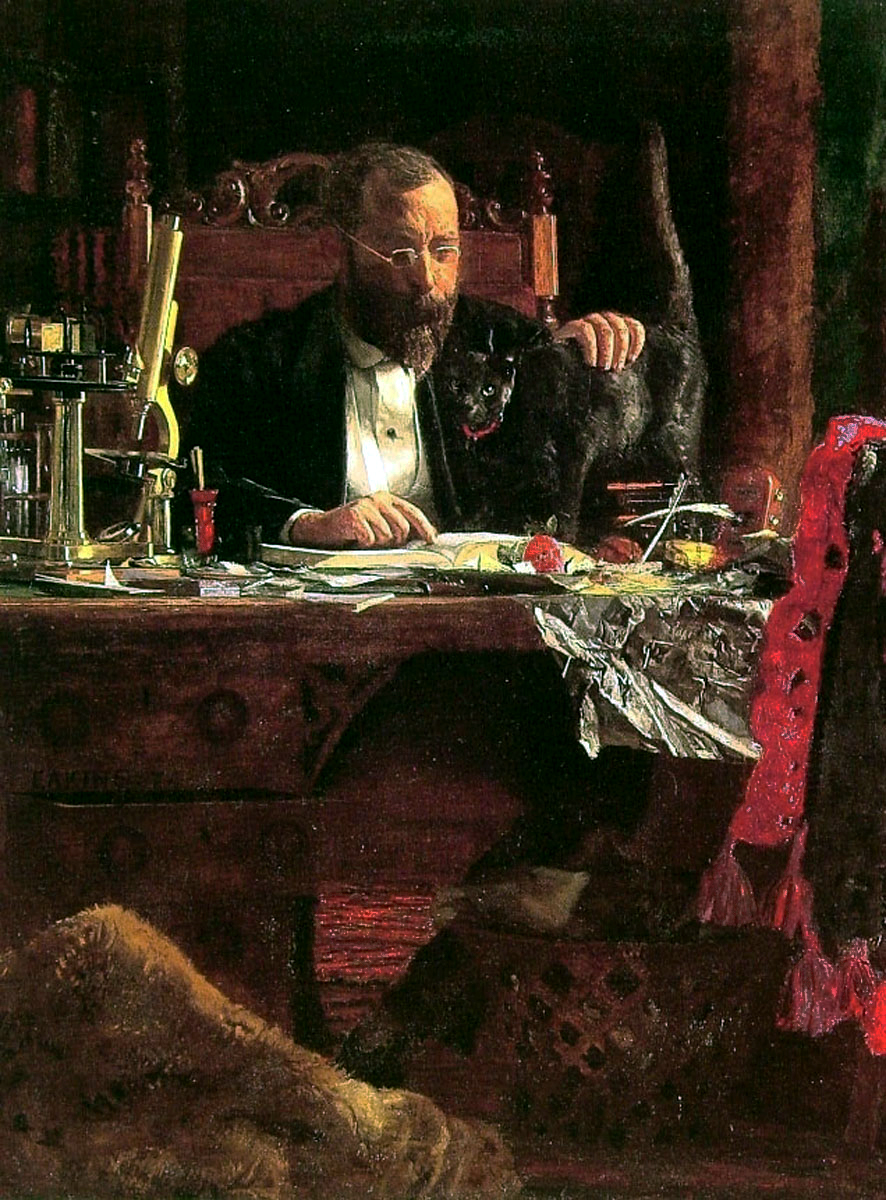
Retrato do Professor Benjamin H. Rand (1874), de Thomas Eakins

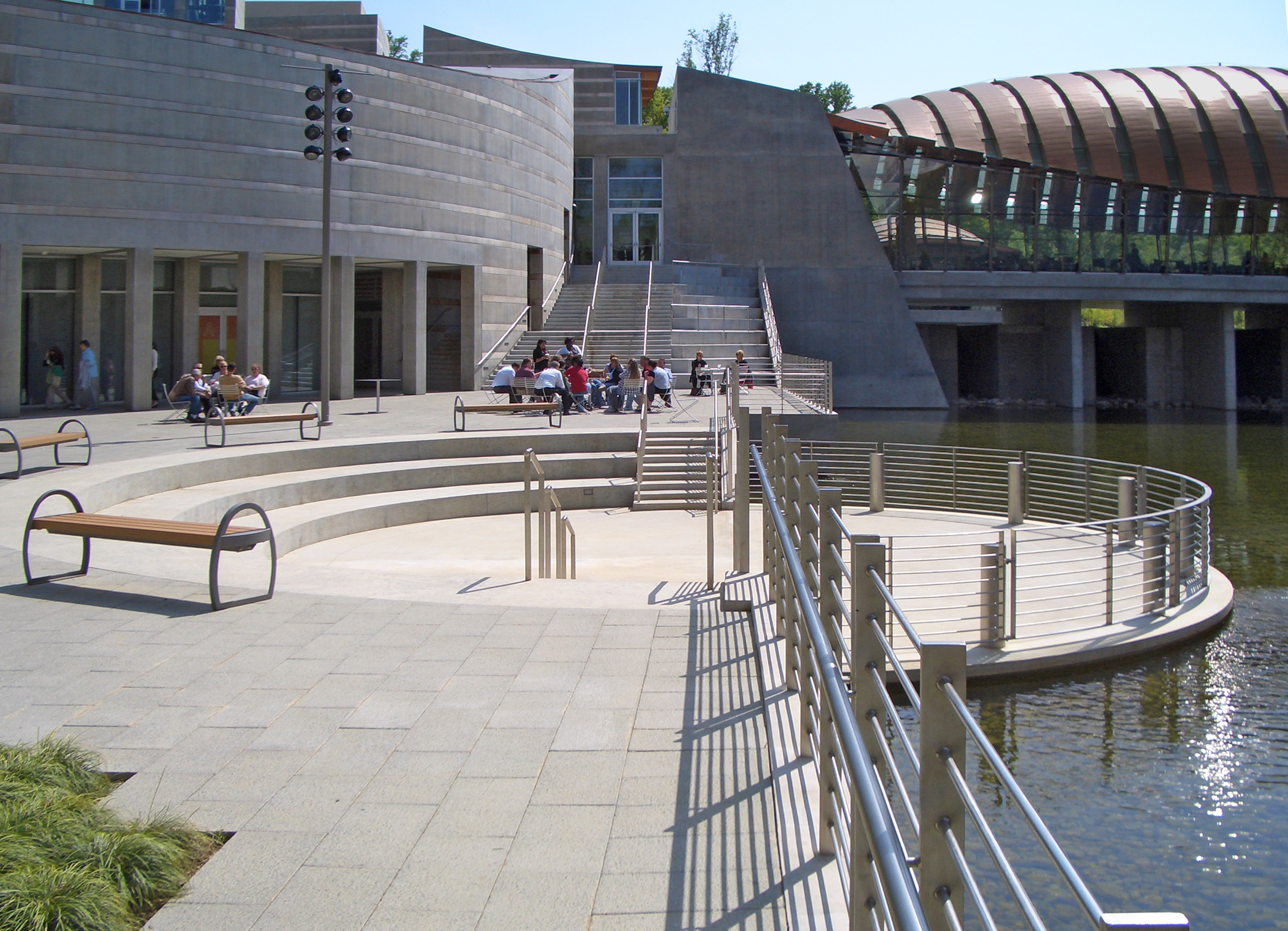
Praça Walker Landing, entre as galerias

Em 2006, o museu firmou parceria com a Galeria Nacional de Arte para tentar adquirir a obra The Gross Clinic [en], de Thomas Eakins, da Universidade Thomas Jefferson [en]. As duas instituições ofereceram 68 milhões de dólares, mas a universidade deu à cidade de Filadélfia 45 dias para igualar a oferta. O Museu de Arte da Filadélfia e a Academia de Belas Artes da Pensilvânia conseguiram arrecadar o valor, mantendo a obra na cidade. A negociação obrigou ambos os museus a venderem outras obras de Eakins, como Cowboy Singing e The Cello Player. Em abril de 2007, o Crystal Bridges adquiriu outra obra de Eakins da Universidade Thomas Jefferson, Portrait of Professor Benjamin H. Rand [en], por cerca de 20 milhões de dólares.
Em 2007, Walton negociou com o Randolph College [en], em Lynchburg, Virgínia, sobre a possível venda de parte da coleção do Museu de Arte Maier [en]. A instituição optou por leiloar itens selecionados na Christie's. Em 2006, a Universidade Fisk aceitou vender uma participação de 50% em uma coleção de 101 peças doadas por Georgia O'Keeffe em 1949 ao Crystal Bridges por 30 milhões de dólares. A transação gerou um litígio com o Museu Georgia O'Keeffe [en] no Novo México, mas o museu retirou a ação. O procurador-geral do Tennessee tentou bloquear a venda, sem sucesso. Em outubro de 2010, um juiz determinou que a venda poderia prosseguir com modificações no contrato, garantindo que a Fisk não perdesse sua participação na coleção e que o empreendimento conjunto fosse sediado no Tennessee. O acordo permitiu que as obras permanecessem na Fisk até 2013, iniciando então uma rotação bienal com o Crystal Bridges. Em abril de 2012, a Suprema Corte do Tennessee confirmou a decisão, e em agosto do mesmo ano, o tribunal de Davidson aprovou a criação da Stieglitz Art Collection, LLC, estabelecendo a co-propriedade entre a Fisk e o Crystal Bridges. A Fisk destinou 3,9 milhões de dólares dos 30 milhões para a manutenção da coleção na Galeria Carl Van Vechten. O litígio custou à Fisk 5,8 milhões de dólares em honorários advocatícios.
Em 2012, o Crystal Bridges participava de uma colaboração de quatro anos com o Museu do Louvre em Paris, o High Museum of Art [en] em Atlanta e a Fundação Terra para Arte Americana [en]. As exposições resultantes, chamadas American Encounters, apresentam obras das coleções dos quatro parceiros, explorando temas como retratos. As exposições foram exibidas em Paris, Bentonville e Atlanta.

## The Momentary
No início de 2020, o Crystal Bridges inaugurou uma instalação satélite chamada The Momentary [en], focada em artes visuais e performáticas, experiências culinárias, festivais e residências artísticas.

## Coleção permanente
A coleção permanente do museu abrange a arte americana desde o período colonial até a era contemporânea, com obras de artistas cidadãos dos Estados Unidos, mesmo aqueles que desenvolveram suas carreiras na Europa. Destacam-se um retrato de George Washington por Charles Willson Peale, além de pinturas de George Bellows, Jasper Francis Cropsey, Asher Brown Durand, Thomas Eakins, Marsden Hartley, Winslow Homer, Eastman Johnson [en], Charles Bird King [en], John LaFarge, Stuart Davis [en], Romare Bearden [en], Norman Rockwell, Mary McCleary [en], Agnes Lawrence Pelton [en] e Walton Ford [en]. A coleção também inclui obras de Chuck Close, Jasper Johns, Alfred Henry Maurer [en], Jackson Pollock, Tom Wesselmann e Andrew Wyeth. Duas obras, War News from Mexico, de Richard Caton Woodville, e The Life of a Hunter: A Tight Fix, de Arthur Fitzwilliam Tait [en], integraram a exposição itinerante American Stories: Paintings of Everyday Life, 1765–1915, organizada pelo Museu Metropolitano de Arte. A pintura de Woodville, originalmente da Academia Nacional de Desenho, foi adquirida em 1994 pelo colecionador de Detroit Richard Manoogian e comprada pelo Crystal Bridges em 2004.
Em maio de 2005, o museu adquiriu a icônica paisagem Kindred Spirits [en], de Asher Brown Durand, da Biblioteca Pública de Nova Iorque, por mais de 35 milhões de dólares em um leilão fechado. Em setembro de 2012, foi anunciada a aquisição de uma pintura de 1960 de Mark Rothko, No. 210/No. 211 (Orange), que pertencia a uma coleção privada suíça desde os anos 1960 e raramente havia sido exibida publicamente.
A coleção também destaca esculturas, exibidas em galerias internas e trilhas ao ar livre, com obras de Vanessa German [en], Paul Manship [en], Roxy Paine [en], Mark di Suvero [en] e James Turrell.
Em janeiro de 2014, o museu adquiriu a Casa Bachman-Wilson [en], projetada por Frank Lloyd Wright. A casa, originalmente em Nova Jersey, foi desmontada e reconstruída em Bentonville.

## Principais aquisições em leilões (com valores em dólares, incluindo taxa do comprador)
- Green River, Wyoming, de Thomas Moran, adquirido em 5 de dezembro de 2002 por 2,9245 milhões.[33]

- George Washington, de Charles Willson Peale, adquirido em 18 de maio de 2004 por 6,1675 milhões.[34]

- Robert Louis Stevenson and his wife, de John Singer Sargent, adquirido em 19 de maio de 2004 por 8,8 milhões.[35]

- Orca Bates, de Jamie Wyeth [en], adquirido em 19 de maio de 2004 por 360.000.[36]

- Portrait of Anne Page, de Dennis Miller Bunker [en], adquirido em 1 de dezembro de 2004 por 3,592 milhões.[37]

- A French Music Hall, de Everett Shinn [en], adquirido em 1 de dezembro de 2004 por 7,848 milhões.[38]

- The Indian and the Lily, de George de Forest Brush [en], adquirido em 1 de dezembro de 2004 por 4,824 milhões.[39]

- The Studio, de George Bellows, adquirido em 1 de dezembro de 2004 por 2,472 milhões.[40]

- Spring, de Winslow Homer, adquirido em 1 de dezembro de 2004 por 2,024 milhões.[41]

- Ottoe Half Chief, Husband of Eagle of Delight, de Charles Bird King [en], adquirido em 1 de dezembro de 2004 por 1,352 milhão.[42]

- Wai-Kee-Chai, Sanky Chief, Crouching Eagle, de Charles Bird King, adquirido em 1 de dezembro de 2004 por 792.000.[43]

- Portrait of Carolus Duran, de John Singer Sargent, adquirido em 2 de dezembro de 2004 por 724.300.[44]

- Sick Puppy, de Norman Rockwell, adquirido em 2 de dezembro de 2004 por 511.500.[45][46]

- George Washington (The Constable-Hamilton Portrait), de Gilbert Stuart, adquirido em 30 de novembro de 2005 por 8,136 milhões.[47]

- Mrs. Theodore Atkinson, Jr., de John Singleton Copley, adquirido em 30 de novembro de 2005 por 3,376 milhões.[48]

- Marquis de Lafayette, de Samuel Morse, adquirido em 30 de novembro de 2005 por 1,36 milhão.[49]

- Winter Scene in Brooklyn, de Francis Guy [en], adquirido em 30 de novembro de 2005 por 1,024 milhão.[50]

- Rose Garden, de Maria Oakey Dewing, adquirido em 24 de maio de 2006 por 2,032 milhões.[51]

- The Lantern Bearers, de Maxfield Parrish, adquirido em 25 de maio de 2006 por 4,272 milhões.[52]

- Dr. William Smith, de Gilbert Stuart, adquirido em 23 de maio de 2007 por 1,888 milhão.[53]

- Still Life with Stretcher, Mirror, Bowl of Fruit, de Roy Lichtenstein, adquirido em 20 de junho de 2007 por 8,055 milhões (valor convertido de £4,052 milhões com base na taxa de câmbio de 20 de junho de 2007).[54]

- Homage to the Square: Joy, de Josef Albers, adquirido em 14 de novembro de 2007 por 1,497 milhão.[55]

- View of Mount Etna, de Thomas Cole, adquirido em 29 de novembro de 2007 por 541.000.[56]

- Cupid and Psyche, de Benjamin West, adquirido em 28 de janeiro de 2009 por 458.500.[57]

- Our Town, de Kerry James Marshall, adquirido em 13 de maio de 2009 por 782.500.[58]

- Supine Woman, de Wayne Thiebaud, adquirido em 12 de novembro de 2009 por 1,818 milhão.[59]

- Portrait of a Girl and Her Dog in a Grape Arbor, de Susan Waters [en], adquirido em 7 de março de 2010 por 41.475.[60]

- Portrait of Martha Graham, de Marisol Escobar, adquirido em 13 de maio de 2010 por 116.500.[61]

- Dolly Parton, de Andy Warhol, adquirido em 14 de maio de 2010 por 914.500.[62]

- Standing Explosion (Red), de Roy Lichtenstein, adquirido em 14 de maio de 2010 por 722.500.[63]

- The Return of the Gleaner, de Winslow Homer, adquirido em 19 de maio de 2010 por 2,2105 milhões.[64]

- Trinity, de Adolph Gottlieb, adquirido em 11 de maio de 2011 por 1,1425 milhão.[65][66]

- Hammer and Sickle, de Andy Warhol, adquirido em 13 de novembro de 2012 por 3,4425 milhões.[67][68]

- Untitled, 1989 (Bernstein 89 24), de Donald Judd, adquirido em 14 de novembro de 2012 por 10,1625 milhões.[68][69]

- Blackwell's Island, de Edward Hopper, adquirido em 23 de maio de 2013 por 19,1638 milhões.[70]

- Coca-Cola [3], de Andy Warhol, adquirido em 12 de novembro de 2013 por 57,3 milhões.[71]

- Flag, de Jasper Johns, adquirido em 11 de novembro de 2014 por 36,005 milhões.[72]

- No. 210/211 (Orange), de Mark Rothko, adquirido em 11 de novembro de 2014 por 44,965 milhões.

- Jimson Weed/White Flower No. 1, de Georgia O'Keeffe, adquirido em 20 de novembro de 2014 por 44,405 milhões.[73][74]

- Miss Liberty, de Robert Colescott [en], adquirido em 17 de fevereiro de 2023 por 4,5 milhões.[75]

## Obras selecionadas da coleção do museu em ordem cronológica

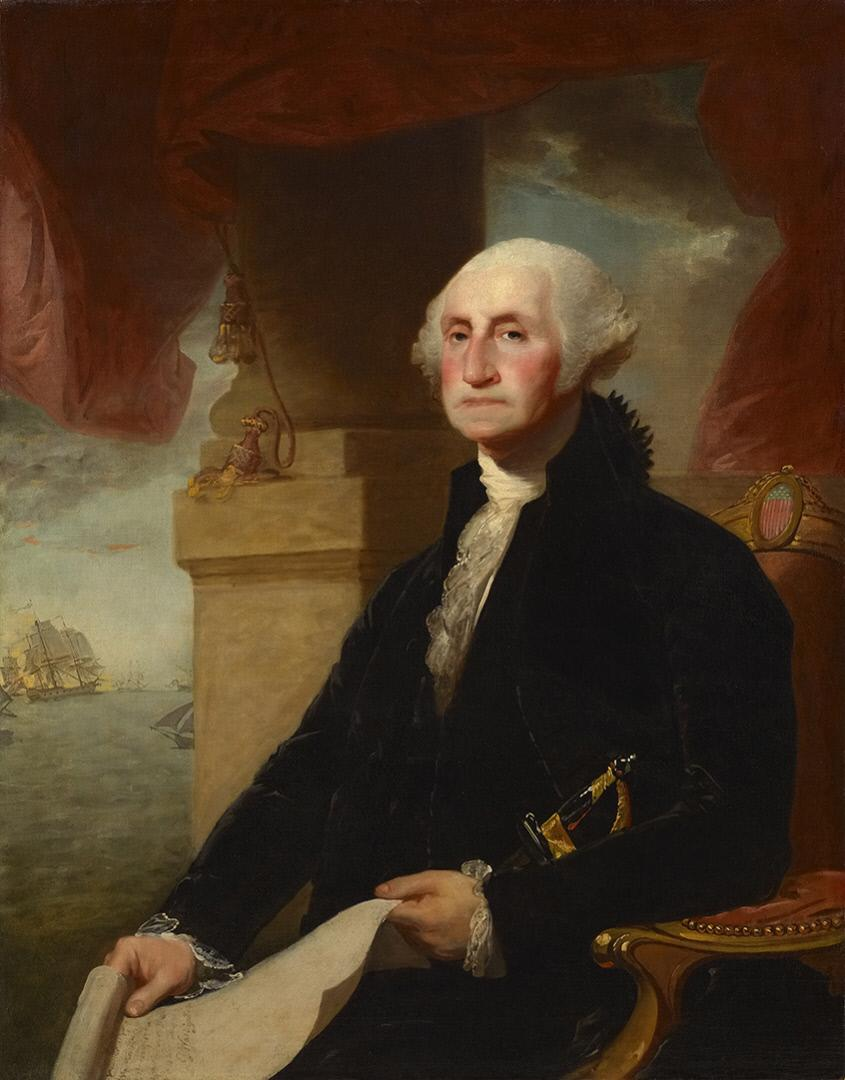
Portrait of George Washington (The Constable-Hamilton Portrait, 1797) de Gilbert Stuart
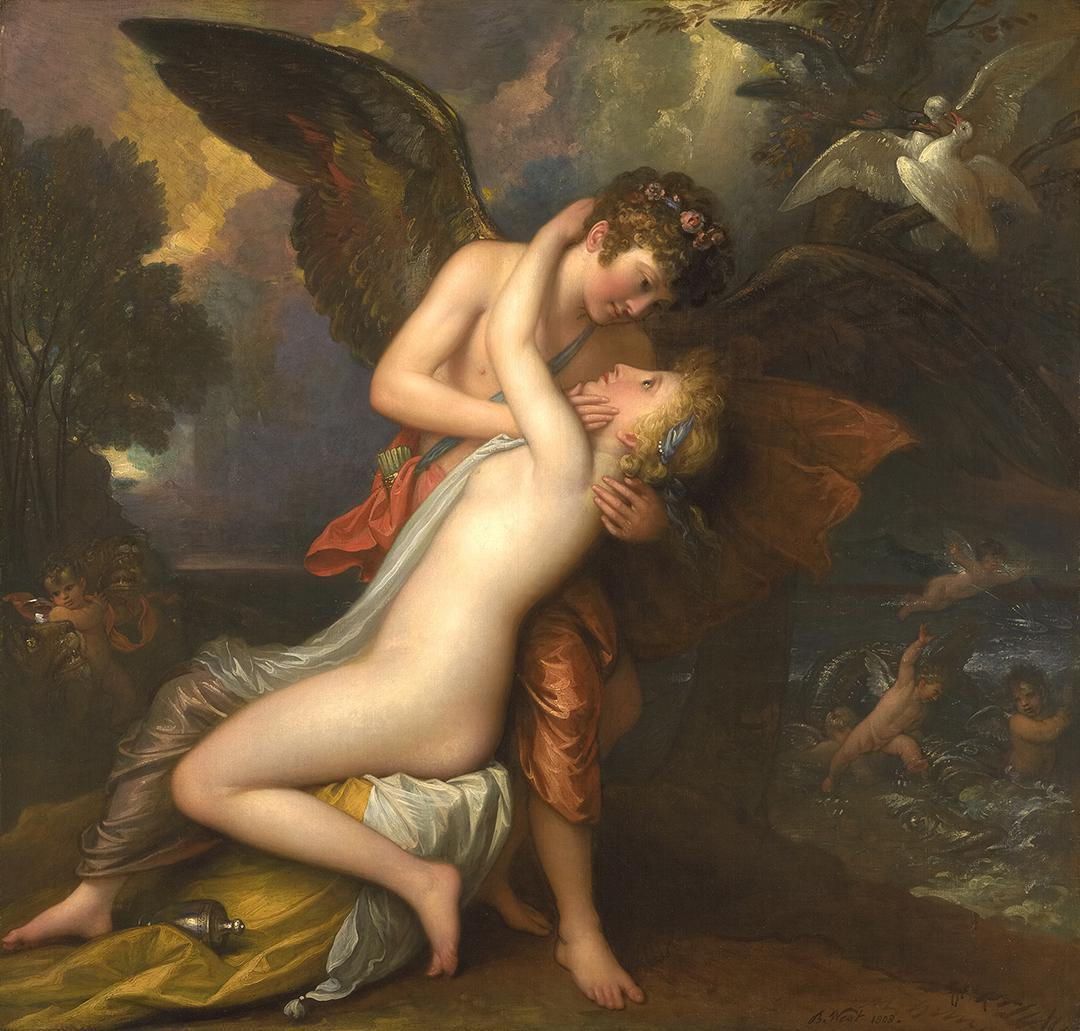
Cupid and Psyche (1808) de Benjamin West
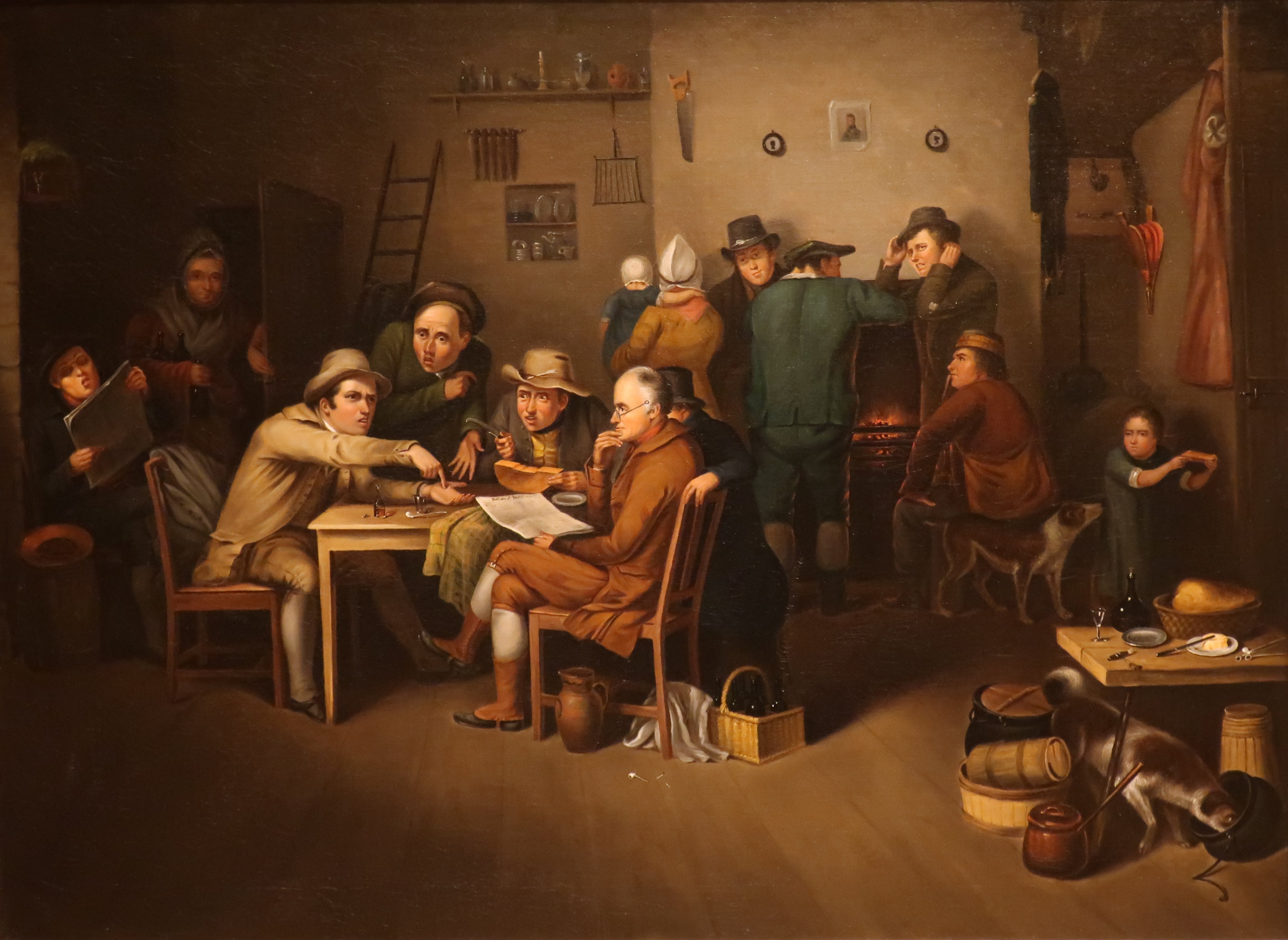
The Village Politicians (c. 1819) de John Lewis Krimmel
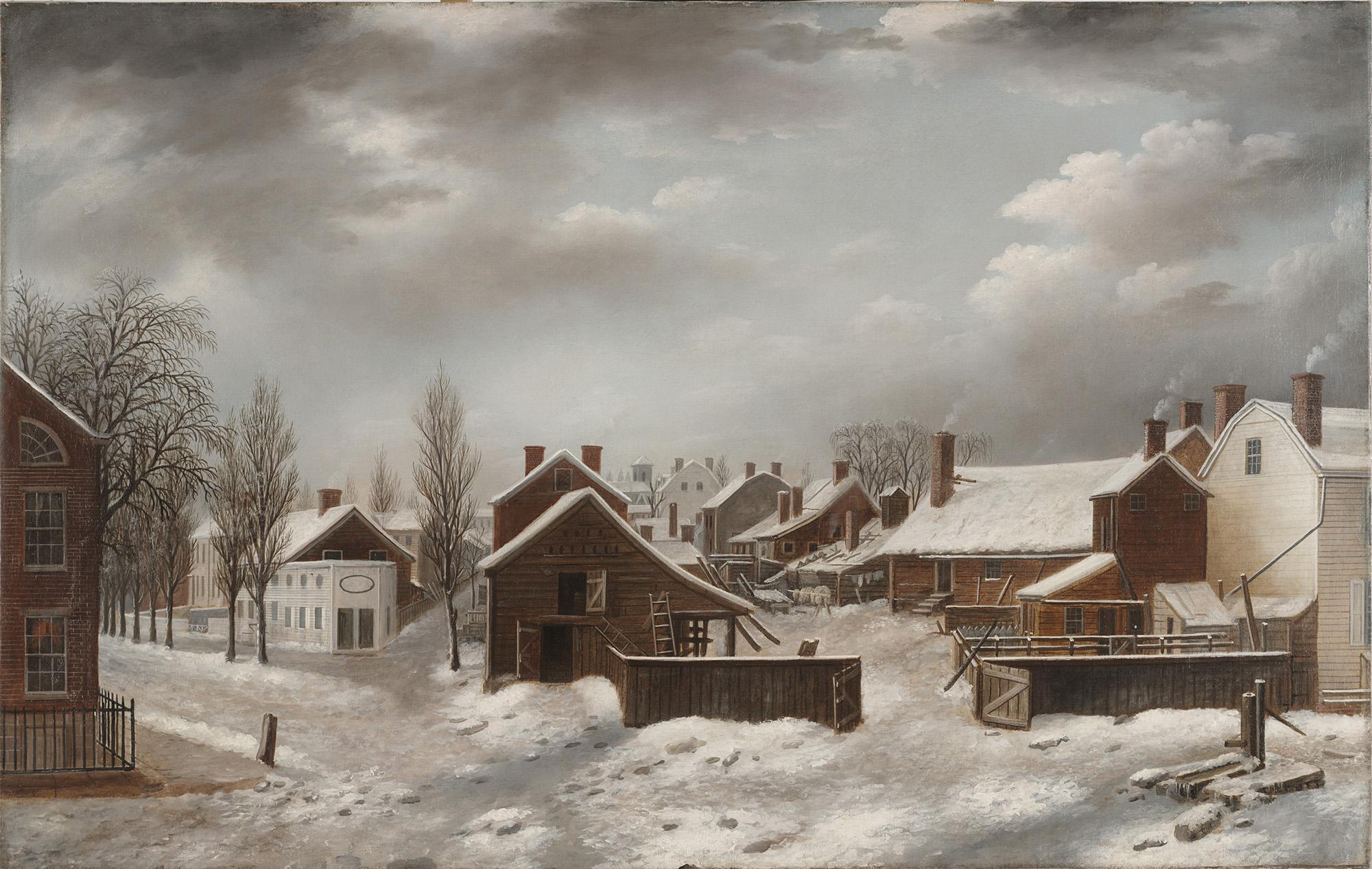
Winter Scene in Brooklyn (c. 1817–1820) de Francis Guy [en]
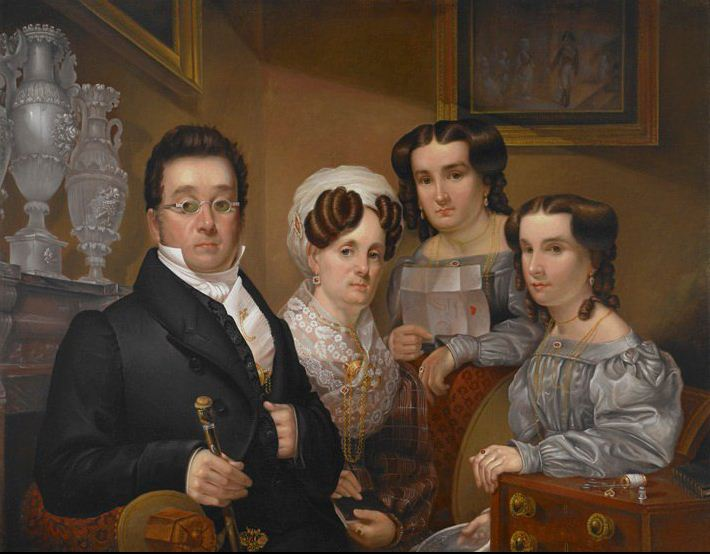
Samuel Beals Thomas, with His Wife, Sarah Kellogg Thomas, and Their Two Daughters, Abigail and Pauline (1830) de Edward Dalton Marchant [en]
War News from Mexico (1848) de Richard Caton Woodville
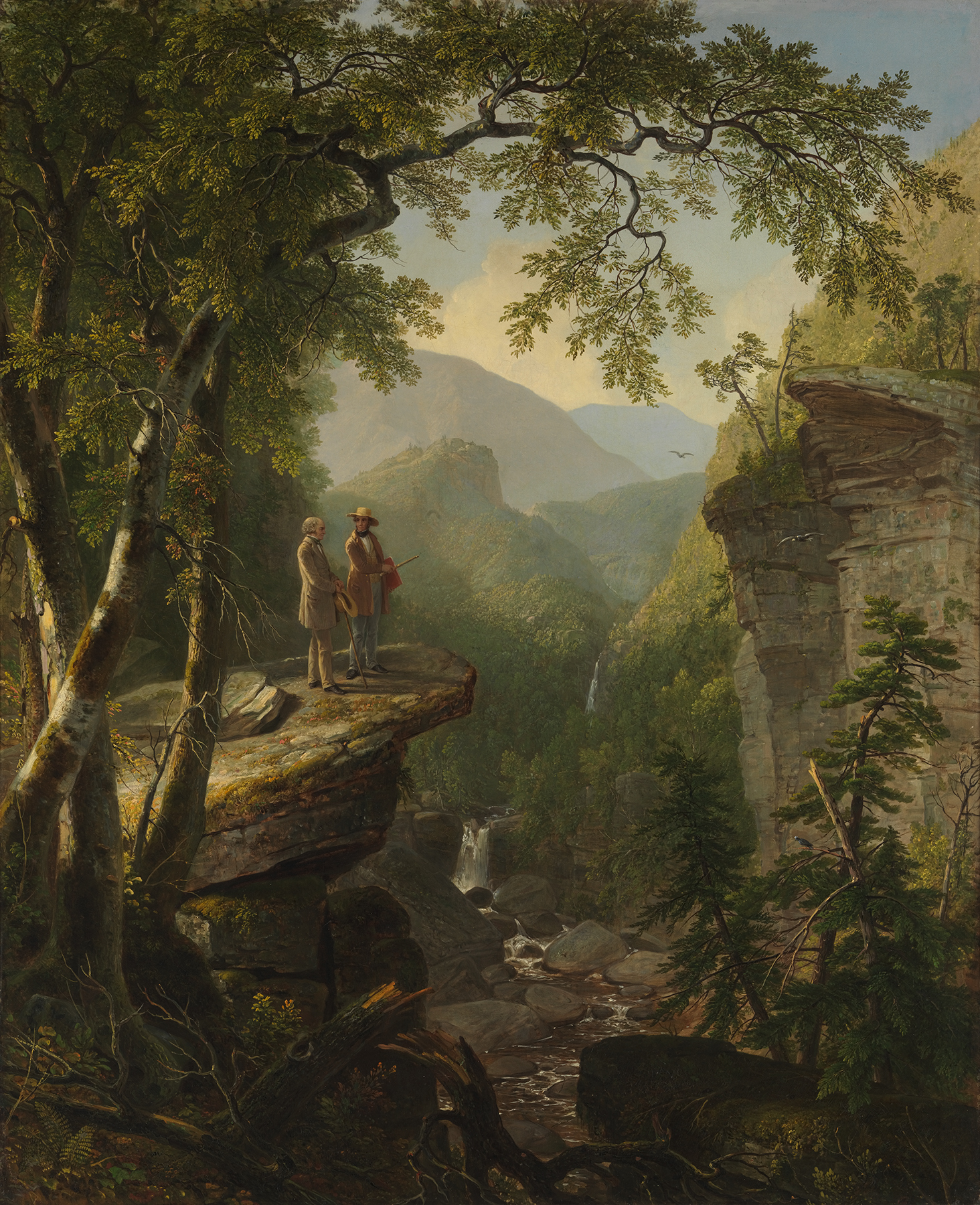
Kindred Spirits [en] (1849) de Asher Brown Durand
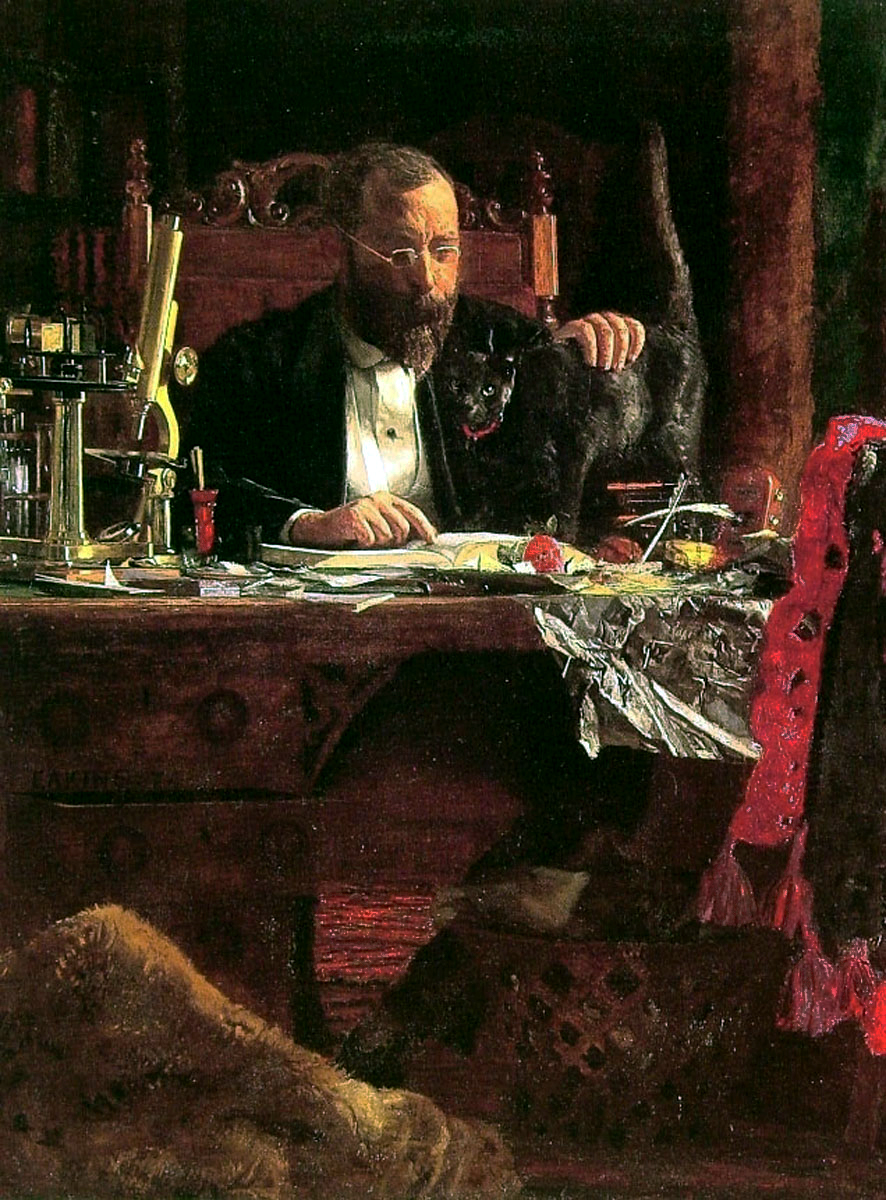
Portrait of Professor Benjamin Rand (1874) de Thomas Eakins
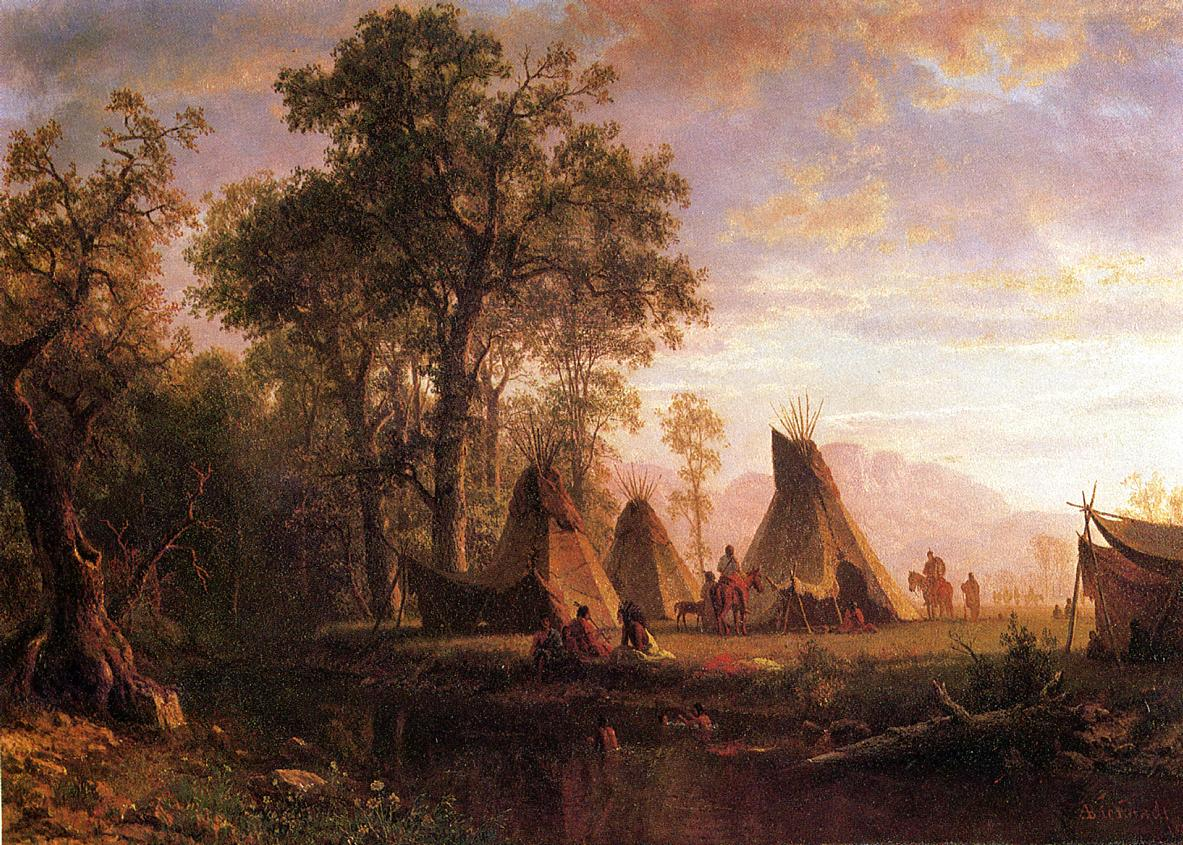
Indian Encampment, Late Afternoon (1878) de Albert Bierstadt
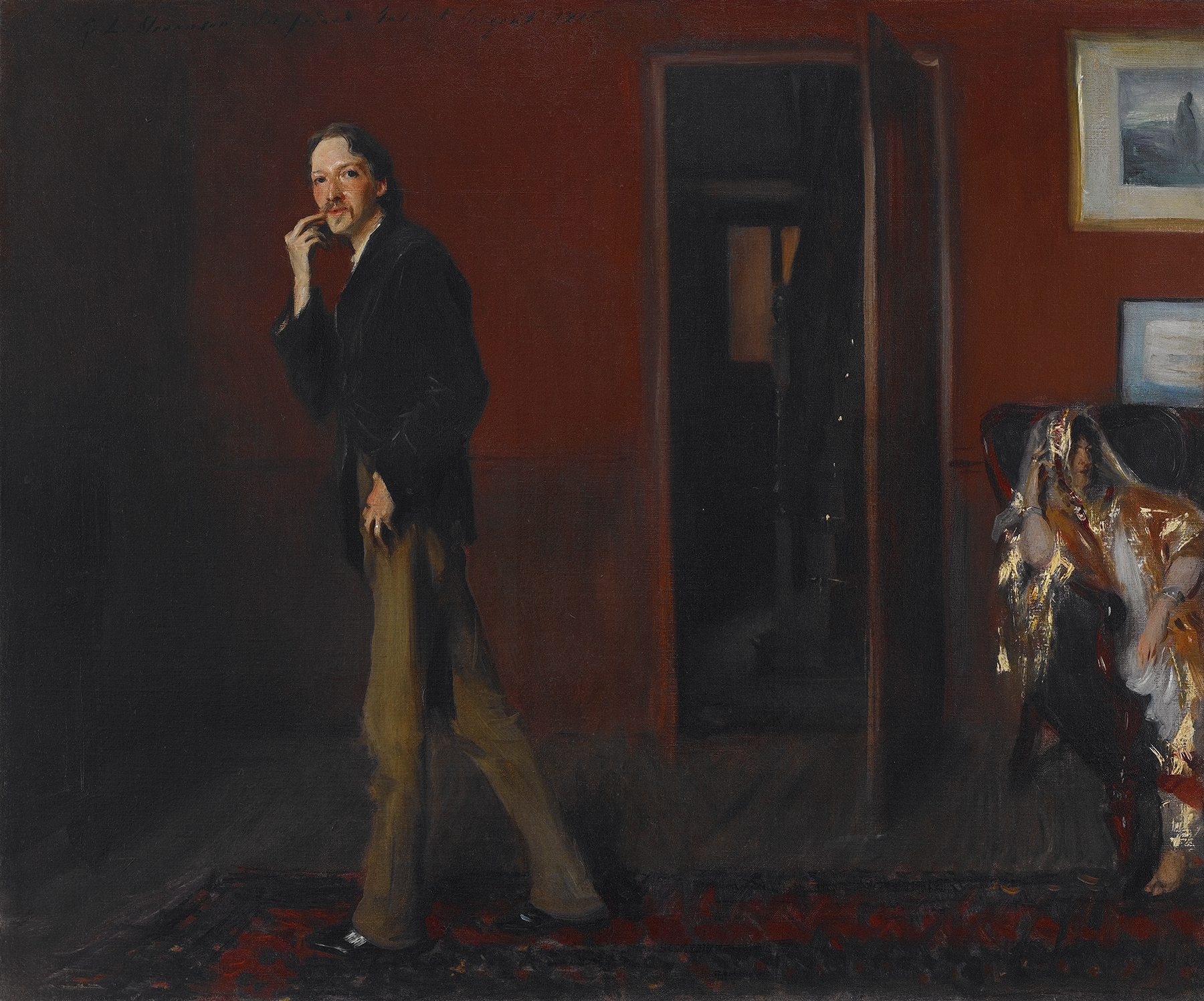
Robert Louis Stevenson and His Wife (1885) de John Singer Sargent
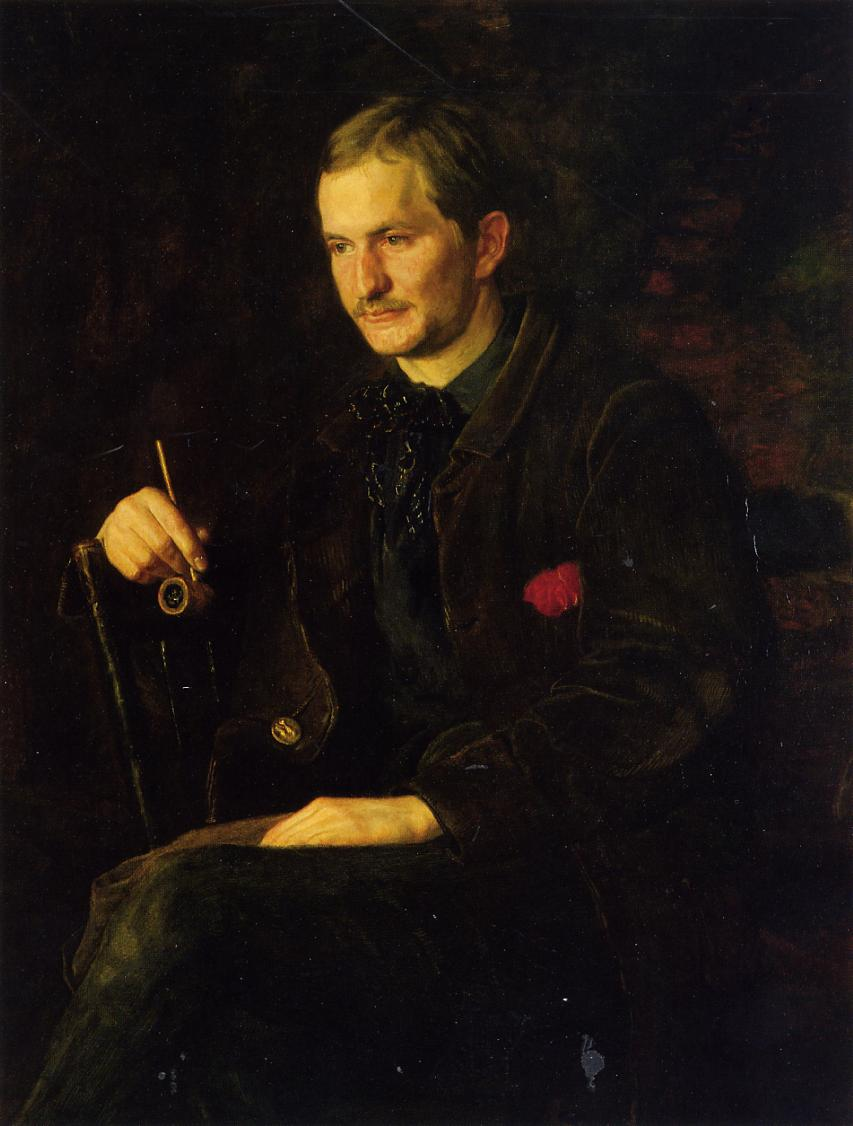
The Art Student: Portrait of James Wright (circa 1890) de Thomas Eakins
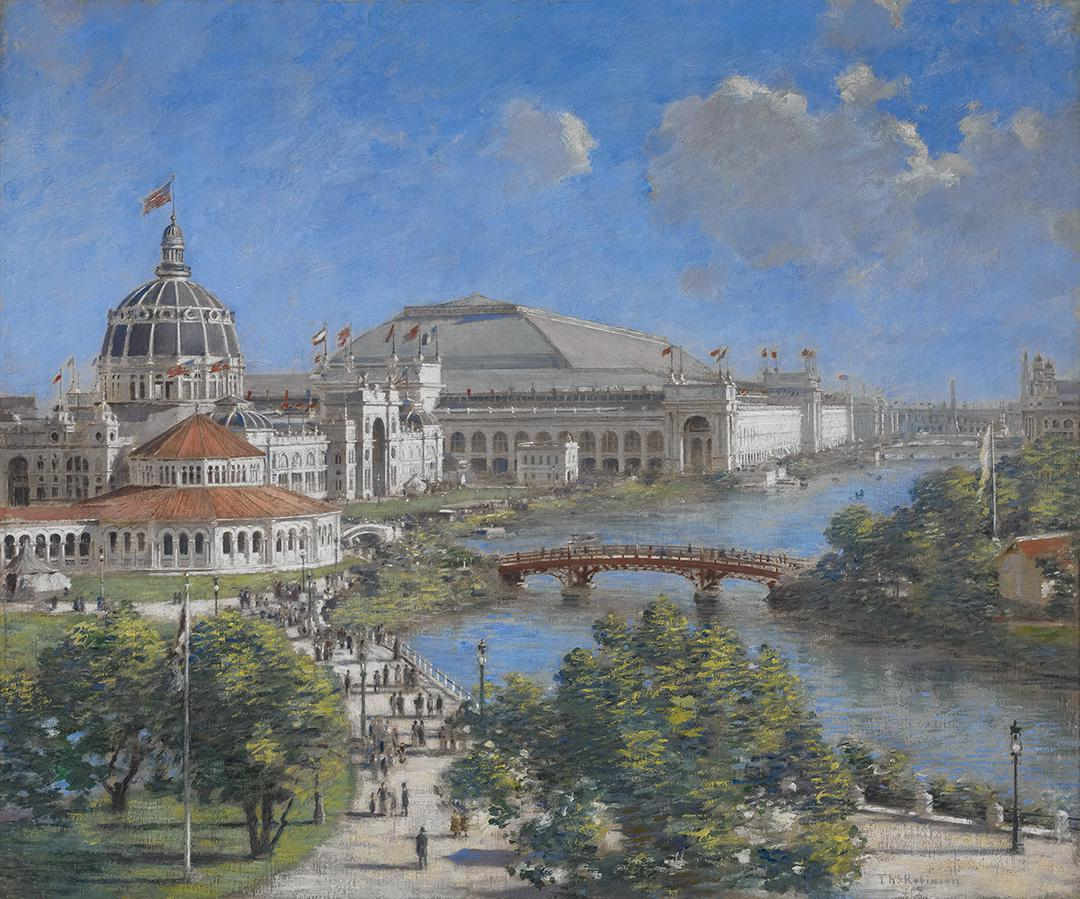
World's Columbian Exposition (1894) de Theodore Robinson [en]
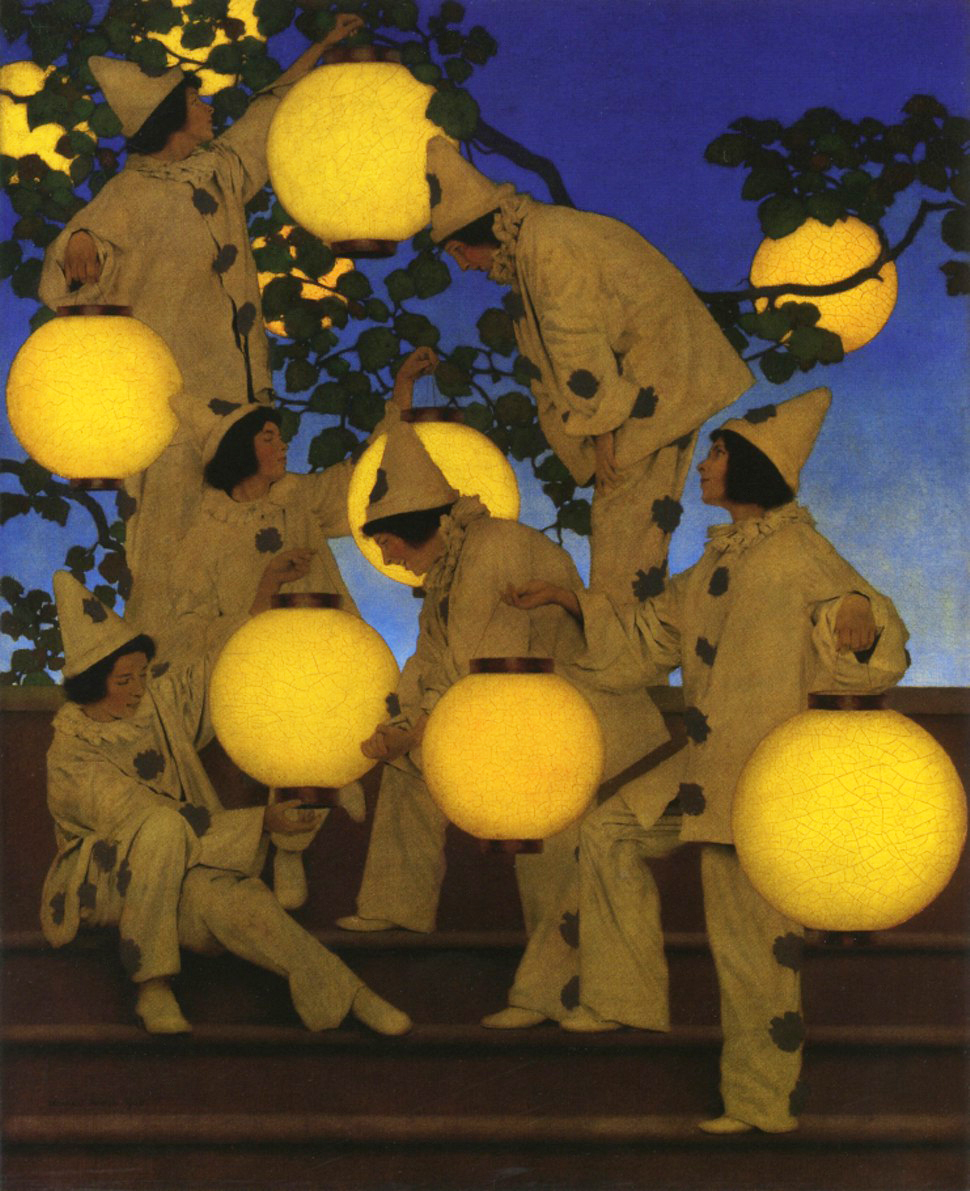
The Lantern Bearers (1908) de Maxfield Parrish
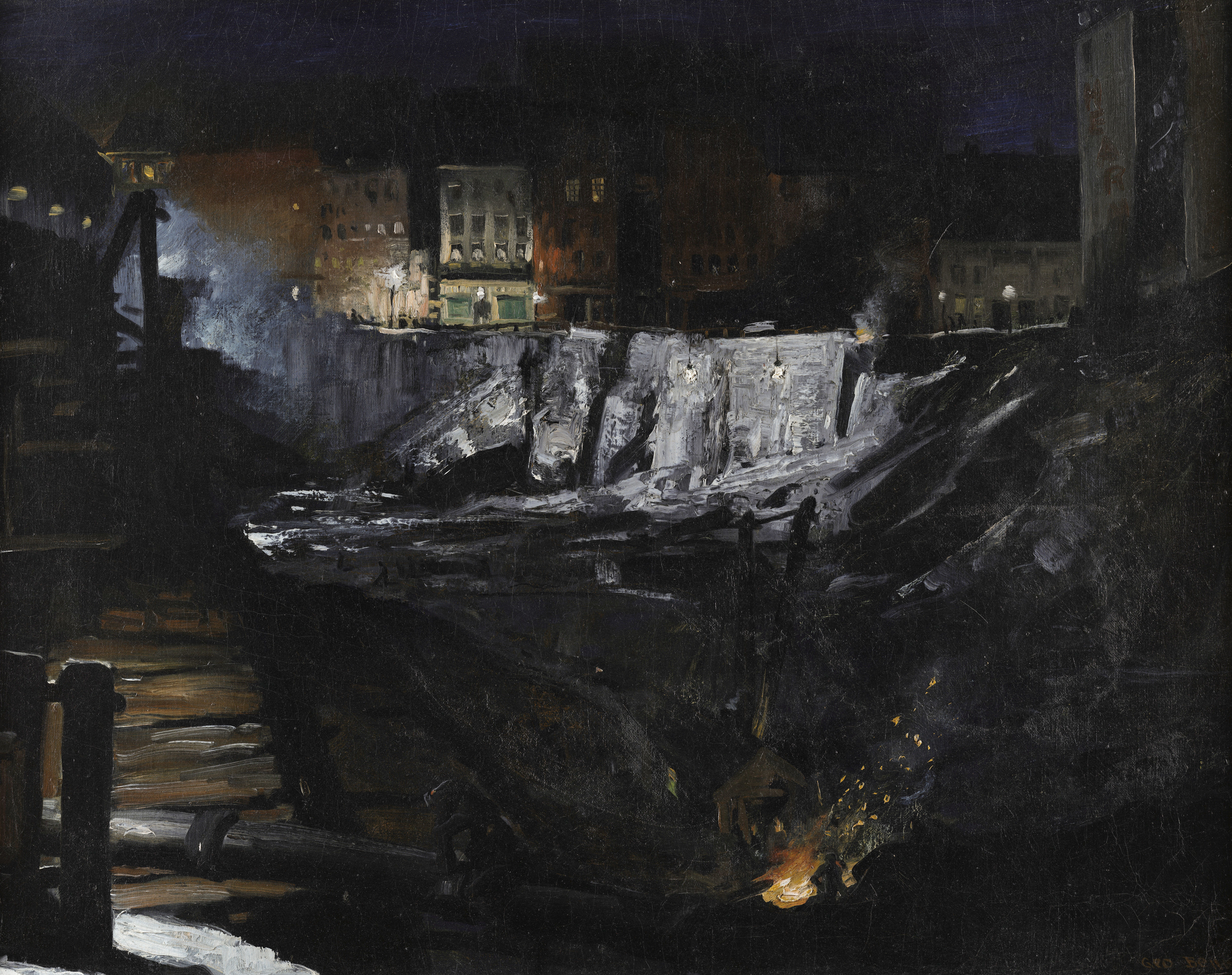
Excavation at Night (1908) de George Bellows